# マッシモ・スコラーリ
マッシモ・スコラーリ（Massimo Scolari 、1943年3月31日、 Novi Ligure生まれ）は、イタリアの建築家、建築教育者、画家、デザイナー。 
ミラノ工科大学に進学し学生運動グループの中核メンバーとなる。1969年に卒業。1973年に彼はパレルモ大学の建築史の教授、そしてIstituto Universitario di Architettura di Venezia（IUAV）のDrawingの教授に就任。その一方で建築家アルド・ロッシ（1931-1997）が企画を担当した 同年の第 15 回ミラノ・トリエンナーレ建築国際部門の展示に、「テンデンツァ」（Tendenza）と呼ばれるグループの一員として参加し、そのカタログにも寄稿している。1975年から1993年にかけて、 コーネル大学 、 ニューヨーク市にあるクーパーユニオン 、 ニューヨーク 建築都市研究所 、ウィーン工科大学 、 ハーバード大学 、 ケンブリッジ大学などのさまざまな大学の客員教授をしていた。2006年から、 イェール建築学校ダベンポート校客員教授を務めた。 彼は雑誌「Controspazio」、「 Casabella 」、「Lotus International」の編集者であり、「Eidos」（1989-1995）の監督であり、Franco Angeli（1973-1988）による一連の建築書を刊行。1989年から彼はGiorgettiの家具をデザインし、2001年までアートディレクターを務めていた。 ヨーロッパ、日本、ロシア、アメリカで展覧会を開催した。 彼の作品は、 MoMA （ニューヨーク）、テヘラン現代美術館、ドイツ建築博物館（フランクフルト）、 ポンピドゥーセンター （パリ）の永久コレクションになっている。 2014年には、アーノルドW.ブルナー記念建築賞をニューヨークのアメリカンアカデミーオブアーツアンドレターズなどから授与された。 